# 서울특별시농수산식품공사
서울특별시농수산식품공사(Seoul Agro-Fisheries & Food Corporation)는 안전하고 믿을 수 있는 농수산물 및 농수산식품의 원활한 유통을 도모하고 적정한 가격을 유지하게 함으로써 국민생활의 안정에 기여하기 위하여 서울특별시청에서 설립한 지방공기업이다.

## 연혁
- 1984년 4월 10일: 서울특별시농수산물도매시장관리공사 설립
- 2001년 12월 31일: 서울특별시농수산물공사로 사명 변경
- 2012년 11월 1일: 서울특별시농수산식품공사로 사명 변경

## 조직
사장
- 기획조정실
- 경영본부
- 유통본부
- 환경관리본부
- 임대사업본부
- 건설안전본부
- 친환경유통센터
- 강서지사